# Rubber Soul
Rubber Soul és el sisè àlbum d'estudi de la banda britànica The Beatles, llançat el 3 de desembre de 1965. Produït per George Martin, va ser gravat en només quatre setmanes per així poder aprofitar el mercat nadalenc. A diferència dels seus cinc àlbums anteriors, Rubber Soul va ser el primer a ser gravat pels seus autors durant un període específic concret, sense ser interromput per gires musicals o projectes fílmics entre les sessions d'enregistrament de l'álbum. L'àlbum va ser descrit com un assoliment artístic important de la banda, tenint un ampli èxit comercial i de crítica, i fent que els encarregats de la ressenya prenguessin nota de la visió musical que The B1eatles anaven desenvolupant.
L'edició original britànica reflectia la influència del «soul» que mostrava el títol de la portada de l'àlbum. La llista de cançons canviava en l'edició nord-americana, que incloïa dues cançons acústiques provinents del disc anterior britànic Help!, Donant a la versió americana una empremta de folk rock que els crítics atribuïen a The Byrds i Bob Dylan.
Rubber Soul és sovint citat com un dels millors àlbums en la història de la música popular. El 2001, la cadena de música per cable VH1 va col·locar al número 6 d'entre els millors cent de la història. El novembre de 2003, la revista Rolling Stone el va posar al lloc 5 de la seva llista dels 500 millors àlbums de tots els temps. A excepció de l'àlbum britànic A Hard Day s Night (totes les cançons atribuïdes a Lennon-McCartney), aquest és el primer àlbum de The Beatles (tant al Regne Unit com als Estats Units) en què només contenia temes compostos per la banda.

## Llista de cançons
Cara 1
| #   | Nom                                  | Vocalista principal          | Durada |
| --- | ------------------------------------ | ---------------------------- | ------ |
| 1.- | Drive My Car                         | Lennon i McCartney           | 2:30   |
| 2.- | Norwegian Wood (This Bird Has Flown) | Lennon                       | 2:05   |
| 3.- | You Won't See Me                     | McCartney                    | 3:22   |
| 4.- | Nowhere Man                          | Lennon                       | 2:44   |
| 5.- | Think for Yourself                   | Harrison                     | 2:19   |
| 6.- | The World                            | Lennon, McCartney i Harrison | 2:43   |
| 7.- | Michelle                             | McCartney                    | 2:42   |

Cara 2
| #   | Nom                     | Vocalista principal | Durada |
| --- | ----------------------- | ------------------- | ------ |
| 1.- | What Goes On            | Star                | 2:50   |
| 2.- | Girl                    | Lennon              | 2:33   |
| 3.- | I'm Looking Through You | McCartney           | 2:27   |
| 4.- | In my Life              | Lennon              | 2:27   |
| 5.- | Wait                    | Lennon i McCartney  | 2:16   |
| 6.- | If I Needed Someone     | Harrison            | 2:23   |
| 7.- | Run for Your Life       | Lennon              | 2:18   |

## Personal
The Beatles
- John Lennon: veu solista, harmonia vocal, segona veu en «Michelle»; guitarra rítmica acústica, guitarra rítmica, guitarra acústica a «Girl», piano elèctric a «Think for Yourself».
- Paul McCartney: veu solista, segona veu, harmonia vocal; baix (regular, i amb efecte fuzz a «Think for Yourself»); piano; guitarres acústica i solista a «Michelle», guitarra rítmica acústica a «I'm Looking Through You ».
- George Harrison: veu solista, segona veu, harmonia vocal; guitarra solista; guitarra solista acústica a «Girl»; sitar a «Norwegian Wood (This Bird Has Flown)».
- Ringo Starr: veu solista en «What Goes On»; bateria, charles en «You Won't See Me», pandereta, esquella a «Drive My Car», cròtals en «Norwegian Wood (This Bird Has Flown)»; maraques; campanetes a «In My Life»; òrgan en «I'm Looking Through You».

Altres
- Mal Evans: òrgan Hammond a «You Won't See Me».
- George Martin: harmònium a «The Word» i «If I Needed Someone», piano elèctric a «In My Life».

Producció
- George Martin: producció i mescles.
- Norman Smith: enginyer de so i mescles.
- Stuart Eltham: enginyer de so en «In My Life».
- Ken Scott: 2n enginyer de so i mescles.
- Phil McDonald: 2n enginyer so en «Run for Your Life», i de so i mescles a «Wait».
- Mike Stone: 2n enginyer de so en «In My Life», i de mescles en «The Word».
- Graham Platt: 2n enginyer de so en «What Goes On".
- Ron Penjar: 2n enginyer de mescles.
- Richard Lush: 2n enginyer de mescles.
- Jerry Boys: 2n enginyer de mescles.

Altres
- Robert Freeman: fotografies de la portada i contraportada de l'àlbum.